# Pompierul atomic
Pompierul atomic (titlul original: în spaniolă El bombero atómico) este un film de comedie mexican, realizat în 1952 de regizorul Miguel M. Delgado, protagoniști fiind actorii Cantinflas, Eduardo Alcaraz și Roberto Soto.

## Distribuție
- Cantinflas – agentul 777
- Eduardo Alcaraz – sergentul de polițíe
- Roberto Soto – comandantul Bravo
- Miguel Manzano – instructorul pompier Jefe
- Gilberto González – El „Piquete”
- Elisa Quintanilla
- Ernesto Finance – notarul
- Jorge Mondragón – Silverio
- Pascual García Peña – El „Cortado”
- María Gentil Arcos – Doña „Cleofas”
- Conchita Gentil Arcos – vecina mamei
- Carlos Valadez
- Ángel Infante
- Margarito Luna